# Úľany nad Žitavou
Úľany nad Žitavou est une commune du district de Nové Zámky, dans la région de Nitra, en Slovaquie.

## Histoire
La première mention écrite du village date de 1284.

## Démographie

### Évolution de la population
| Année:               | 1994. | 2004.   | 2014.   | 2024.   |
| -------------------- | ----- | ------- | ------- | ------- |
| Nombre de personnes: | 1522  | 1542    | 1518    | 1548    |
| Différence:          |       | +1,31 % | -1,55 % | +1,97 % |

| Année:               | 2023. | 2024.   |
| -------------------- | ----- | ------- |
| Nombre de personnes: | 1538  | 1548    |
| Différence:          |       | +0,65 % |